# 2013–2014-es UEFA-bajnokok ligája
A 2013–2014-es UEFA-bajnokok ligája a legrangosabb európai labdarúgókupa, mely jelenlegi nevén 22., jogelődjeivel együttvéve 59. alkalommal került kiírásra. A döntőnek a lisszaboni Estádio da Luz adott otthont. A sorozatot a spanyol Real Madrid nyerte, amely története 10. sikerét aratta.

## A besorolás rendszere
A 2013–2014-es UEFA-bajnokok ligájában az Európai Labdarúgó-szövetség (UEFA) 52 tagországának 76 csapata vett részt (Liechtenstein nem rendezett bajnokságot). Az országonként indítható csapatok számát, illetve a csapatok selejtezőköri besorolását az UEFA ország-együtthatója alapján végezték. 2013. május 24-én Gibraltár az UEFA teljes jogú tagja lett. A klubcsapatai a 2014–15-ös szezontól vehetnek részt.
A 2013–2014-es UEFA-bajnokok ligájában országonként indítható csapatok száma
- az 1–3. helyen rangsorolt országok négy csapatot,
- a 4–6. helyen rangsorolt országok három csapatot,
- a 7–15. helyen rangsorolt országok két csapatot,
- a 16–53. helyen rangsorolt országok (kivéve Liechtenstein) egy csapatot indíthattak.
- A 2012–2013-as BL győztesének (Bayern München) a csoportkörben biztosítottak helyet, amely a bajnoki helyezése alapján is indulási jogot szerzett, ezért a BL címvédőjének helyét nem használták fel.

### Rangsor
A 2013–2014-es UEFA-bajnokok ligája kiosztott helyeihez a 2012-es ország-együtthatót vették alapul, amely az országok csapatainak teljesítményét vette figyelembe a 2007–08-as szezontól a 2011–12-esig.
| Hely. | Szövetség     | Koeff. | Cs |
| ----- | ------------- | ------ | -- |
| 1.    | Anglia        | 84,410 | 4  |
| 2.    | Spanyolország | 84,186 | 4  |
| 3.    | Németország   | 75,186 | 4  |
| 4.    | Olaszország   | 59,981 | 3  |
| 5.    | Portugália    | 55,346 | 3  |
| 6.    | Franciaország | 54,178 | 3  |
| 7.    | Oroszország   | 47,832 | 2  |
| 8.    | Hollandia     | 45,515 | 2  |
| 9.    | Ukrajna       | 45,133 | 2  |
| 10.   | Görögország   | 37,100 | 2  |
| 11.   | Törökország   | 34,050 | 2  |
| 12.   | Belgium       | 32,400 | 2  |
| 13.   | Dánia         | 27,525 | 2  |
| 14.   | Svájc         | 26,800 | 2  |
| 15.   | Ausztria      | 26,325 | 2  |
| 16.   | Ciprus        | 25,499 | 1  |
| 17.   | Izrael        | 22,000 | 1  |
| 18.   | Skócia        | 21,141 | 1  |

| Hely. | Szövetség           | Koeff. | Cs |
| ----- | ------------------- | ------ | -- |
| 19.   | Csehország          | 20,350 | 1  |
| 20.   | Lengyelország       | 19,916 | 1  |
| 21.   | Horvátország        | 18,874 | 1  |
| 22.   | Románia             | 18,824 | 1  |
| 23.   | Fehéroroszország    | 18,208 | 1  |
| 24.   | Svédország          | 15,900 | 1  |
| 25.   | Szlovákia           | 14,874 | 1  |
| 26.   | Norvégia            | 14,675 | 1  |
| 27.   | Szerbia             | 14,250 | 1  |
| 28.   | Bulgária            | 14,250 | 1  |
| 29.   | Magyarország        | 9,750  | 1  |
| 30.   | Finnország          | 9,133  | 1  |
| 31.   | Grúzia              | 8,666  | 1  |
| 32.   | Bosznia-Hercegovina | 8,416  | 1  |
| 33.   | Írország            | 7,375  | 1  |
| 34.   | Szlovénia           | 7,124  | 1  |
| 35.   | Litvánia            | 6,875  | 1  |
| 36.   | Moldova             | 6,749  | 1  |

| Hely. | Szövetség      | Koeff. | Cs |
| ----- | -------------- | ------ | -- |
| 37.   | Azerbajdzsán   | 6,207  | 1  |
| 38.   | Lettország     | 5,874  | 1  |
| 39.   | Macedónia      | 5,666  | 1  |
| 40.   | Kazahsztán     | 5,333  | 1  |
| 41.   | Izland         | 5,332  | 1  |
| 42.   | Montenegró     | 4,375  | 1  |
| 43.   | Liechtenstein  | 4,000  | 0  |
| 44.   | Albánia        | 3,916  | 1  |
| 45.   | Málta          | 3,083  | 1  |
| 46.   | Wales          | 2,749  | 1  |
| 47.   | Észtország     | 2,666  | 1  |
| 48.   | Észak-Írország | 2,583  | 1  |
| 49.   | Luxemburg      | 2,333  | 1  |
| 50.   | Örményország   | 2,208  | 1  |
| 51.   | Feröer         | 1,416  | 1  |
| 52.   | Andorra        | 1,000  | 1  |
| 53.   | San Marino     | 0,916  | 1  |

### Lebonyolítás
A BL címvédője a bajnokságban elért helyezése alapján is részvételi jogot szerzett. Emiatt a következő változások voltak a lebonyolításban:
- A 13. helyen rangsorolt bajnokság győztese (Dánia) a 3. selejtezőkörből a csoportkörbe került.
- A 16. helyen rangsorolt bajnokság győztese (Ciprus) a 2. selejtezőkörből a 3. selejtezőkörbe került.
- A 48. és 49. helyen rangsorolt bajnokságok győztesei (Észak-Írország, Luxemburg) az 1. selejtezőkörből a 2. selejtezőkörbe került.

|                                      |                                      | A szakaszban bekapcsolódó csapatok | Az előző forduló továbbjutói                                                      |
| ------------------------------------ | ------------------------------------ | --- | --------------------------------------------------------------------------------- |
| 1. selejtezőkör (4 csapat)           | 1. selejtezőkör (4 csapat)           | - 4 bajnok az 50–53. helyen rangsorolt bajnokságokból |                                                                                   |
| 2. selejtezőkör (34 csapat)          | 2. selejtezőkör (34 csapat)          | - 32 bajnok a 17–49. helyen rangsorolt bajnokságokból (kivéve Liechtenstein)                                                                                     | - 2 győztes az 1. selejtezőkörből                                                 |
| 3. selejtezőkör                      | Bajnoki ág (20 csapat)               | - 3 bajnok a 14–16. helyen rangsorolt bajnokságokból | - 17 győztes a 2. selejtezőkörből                                                 |
| 3. selejtezőkör                      | Nem bajnoki ág (10 csapat)           | - 9 második a 7–15. helyen rangsorolt bajnokságokból - 1 harmadik a 6. helyen rangsorolt bajnokságból                                                            |                                                                                   |
| Rájátszás                            | Bajnoki ág (10 csapat)               | | - 10 győztes a 3. selejtezőkör bajnoki ágáról                                     |
| Rájátszás                            | Nem bajnoki ág (10 csapat)           | - 2 harmadik a 4–5. helyen rangsorolt bajnokságokból - 3 negyedik az 1–3. helyen rangsorolt bajnokságokból                                                       | - 5 győztes a 3. selejtezőkör nem bajnoki ágáról                                  |
| Csoportkör (32 csapat)               | Csoportkör (32 csapat)               | - 13 bajnok az 1–13. helyen rangsorolt bajnokságokból - 6 második az 1–6. helyen rangsorolt bajnokságokból - 3 harmadik az 1–3. helyen rangsorolt bajnokságokból | - 5 győztes a rájátszás bajnoki ágáról - 5 győztes a rájátszás nem bajnoki ágáról |
| Egyenes kieséses szakasz (16 csapat) | Egyenes kieséses szakasz (16 csapat) | | - 8 csoportgyőztes - 8 csoportmásodik                                             |

### Csapatok
A 2013–2014-es UEFA-bajnokok ligájában az alábbi 76 csapat vett részt. Zárójelben a csapat bajnokságban elért helyezése olvasható.
| Csoportkör             | Csoportkör                | Csoportkör                  | Csoportkör             |
| ---------------------- | ------------------------- | --------------------------- | ---------------------- |
| Bayern MünchenCV 1.)   | Atlético de Madrid (3.)   | Benfica (2.)                | Sahtar Doneck (1.)     |
| Manchester United (1.) | Borussia Dortmund (2.)    | Paris Saint-Germain (1.)    | Olimbiakósz (1.)       |
| Manchester City (2.)   | Bayer Leverkusen (3.)     | Olympique de Marseille (2.) | Galatasaray SK (1.)    |
| Chelsea (3.)           | Juventus (1.)             | CSZKA Moszkva (1.)          | Anderlecht (1.)        |
| FC Barcelona (1.)      | SSC Napoli (2.)           | Ajax (1.)                   | FC København (1.)      |
| Real Madrid (2.)       | FC Porto (1.)             |                             |                        |
| Rájátszás              |                           |                             |                        |
| Bajnoki ág             | Nem bajnoki ág            | Nem bajnoki ág              | Nem bajnoki ág         |
|                        | Arsenal (4.)              | Schalke 04 (4.)             | Paços de Ferreira (3.) |
| Real Sociedad (4.)     | AC Milan (3.)             |                             |                        |
| 3. selejtezőkör        |                           |                             |                        |
| Bajnoki ág             | Nem bajnoki ág            | Nem bajnoki ág              | Nem bajnoki ág         |
| FC Basel (1.)          | Olympique Lyonnais (3.)   | PAÓK (2.)                   | Nordsjælland (2.)      |
| Austria Wien (1.)      | Zenyit (2.)               | Fenerbahçe (2.)TUR          | Grasshopper (2.)       |
| APÓEL (1.)             | PSV Eindhoven (2.)        | Zulte-Waregem (2.)          | Red Bull Salzburg (2.) |
|                        | Metaliszt Harkiv (2.)     |                             |                        |
| 2. selejtezőkör        |                           |                             |                        |
| Makkabi Tel-Aviv (1.)  | Slovan Bratislava (1.)    | Sligo Rovers (1.)           | FH (1.)                |
| Celtic (1.)            | Molde FK (1.)             | NK Maribor (1.)             | Sutjeska Nikšić (1.)   |
| Viktoria Plzeň (1.)    | Partizan (1.)             | Ekranas (1.)                | Skënderbeu Korçë (1.)  |
| Legia Warszawa (1.)    | Ludogorec Razgrad (1.)    | Sheriff Tiraspol (1.)       | Birkirkara FC (1.)     |
| Dinamo Zagreb (1.)     | Győri ETO (1.)            | Neftçi (1.)                 | The New Saints (1.)    |
| Steaua București (1.)  | HJK (1.)                  | Daugava Daugavpils (1.)     | Nõmme Kalju (1.)       |
| BATE Bariszav (1.)     | Dinamo Tbiliszi (1.)      | Vardar (1.)                 | Cliftonville (1.)      |
| Elfsborg (1.)          | Željezničar Sarajevo (1.) | Sahter Karagandi (1.)       | Fola Esch (1.)         |
| 1. selejtezőkör        |                           |                             |                        |
| Sirak (1.)             | EB/Streymur (1.)          | Lusitanos (1.)              | Tre Penne (1.)         |

- Törökország (TUR):  A török bajnokság második és harmadik helyezettjei, a Fenerbahçe és a Beşiktaş JK részvételi jogot szerzett, de az UEFA kizárta őket.[6] Július 18-án a Nemzetközi Sportdöntőbíróság azonban felfüggesztette a klubok büntetését, így mindkét csapat elindulhatott a kupákban.[7] A Nemzetközi Sportdöntőbíróság (CAS) jogerős döntéssel, az UEFA korábbi döntését helybenhagyva 2013. augusztus 28-án kizárta a török Fenerbahçe csapatát, amely ekkor az UEFA-bajnokok ligája rájátszásának egyik vesztes csapat volt és az Európa-liga csoportkörében indult volna.[8]

## Fordulók és időpontok
| Szakasz        | Forduló        | Sorsolás dátuma              | 1. mérkőzés                                | 2. mérkőzés                                |
| -------------- | -------------- | ---------------------------- | ------------------------------------------ | ------------------------------------------ |
| Selejtezők     | 1. forduló     | 2013. június 24.             | 2013. július 2–3.                          | 2013. július 9–10.                         |
| Selejtezők     | 2. forduló     | 2013. június 24.             | 2013. július 16–17.                        | 2013. július 23–24.                        |
| Selejtezők     | 3. forduló     | 2013. július 19.             | 2013. július 30–31.                        | 2013. augusztus 6–7.                       |
| Selejtezők     | Rájátszás      | 2013. augusztus 9.           | 2013. augusztus 20–21.                     | 2013. augusztus 27–28.                     |
| Csoportkör     | 1. mérkőzésnap | 2013. augusztus 29. (Monaco) | 2013. szeptember 17–18.                    | 2013. szeptember 17–18.                    |
| Csoportkör     | 2. mérkőzésnap | 2013. augusztus 29. (Monaco) | 2013. október 1–2.                         | 2013. október 1–2.                         |
| Csoportkör     | 3. mérkőzésnap | 2013. augusztus 29. (Monaco) | 2013. október 22–23.                       | 2013. október 22–23.                       |
| Csoportkör     | 4. mérkőzésnap | 2013. augusztus 29. (Monaco) | 2013. november 5–6.                        | 2013. november 5–6.                        |
| Csoportkör     | 5. mérkőzésnap | 2013. augusztus 29. (Monaco) | 2013. november 26–27.                      | 2013. november 26–27.                      |
| Csoportkör     | 6. mérkőzésnap | 2013. augusztus 29. (Monaco) | 2013. december 10–11.                      | 2013. december 10–11.                      |
| Egyenes kiesés | Nyolcaddöntők  | 2013. december 13.           | 2014. február 18–19., 25–26.               | 2014. március 11–12., 18–19.               |
| Egyenes kiesés | Negyeddöntők   | 2014. március 21.            | 2014. április 1–2.                         | 2014. április 8–9.                         |
| Egyenes kiesés | Elődöntők      | 2014. április 11.            | 2014. április 22–23.                       | 2014. április 29–30.                       |
| Egyenes kiesés | Döntő          | 2014. április 11.            | 2014. május 24., Estádio da Luz, Lisszabon | 2014. május 24., Estádio da Luz, Lisszabon |

## Selejtezők
A selejtezőben a csapatokat kiemeltekre és nem kiemeltekre osztották a 2013-as UEFA klub-együtthatója alapján. Azonos országból érkező csapatok nem játszhattak egymással. A kialakult párosításokban a csapatok oda-visszavágós mérkőzést játszottak egymással.

### 1. selejtezőkör
Az 1. selejtezőkörben 4 csapat vett részt. A párosítások győztesei a 2. selejtezőkörbe jutottak.
| Kiemelt csapatok: - EB/Streymur (2,316) - Tre Penne (1,383) | Nem kiemelt csapatok: - Lusitanos (1,100) - Sirak (0,850) |

Párosítások
Az 1. selejtezőkör sorsolását 2013. június 24-én tartották. Az első mérkőzéseket július 2-án a második mérkőzéseket július 9-én játszották.
| 1. csapat | Össz.Tooltip Aggregate score | 2. csapat   | 1. mérk. | 2. mérk. |
| --------- | ---------------------------- | ----------- | -------- | -------- |
| Sirak     | 3–1                          | Tre Penne   | 3–0      | 0–1      |
| Lusitanos | 3–7                          | EB/Streymur | 2–2      | 1–5      |

### 2. selejtezőkör
A 2. selejtezőkörben 34 csapat vett részt. A párosítások győztesei a 3. selejtezőkörbe jutottak.
- T: Az 1. selejtezőkörből továbbjutott csapat, a sorsoláskor nem volt ismert.
- A dőlt betűvel írt csapatok az 1. selejtezőkörben egy magasabb együtthatóval rendelkező csapat ellen győztek, és az ellenfél együtthatóját vették figyelembe.

| Kiemelt csapatok: - BATE Bariszav (39,175) - Celtic (37,538) - Steaua București (35,604) - Viktoria Plzeň (28,745) - Dinamo Zagreb (25,916) - Partizan (17,425) - Legia Warszawa (13,650) - Sheriff Tiraspol (11,533) - NK Maribor (9,941) - Slovan Bratislava (8,341) - Elfsborg (8,125) - Makkabi Tel-Aviv (8,075) - Molde FK (7,835) - HJK (6,701) - Ekranas (6,300) - Neftçi (5,708) - Dinamo Tbiliszi (5,333) | Nem kiemelt csapatok: - Željezničar Sarajevo (4,566) - FH (4,083) - Győri ETO (3,850) - The New Saints (3,766) - Ludogorec Razgrad (3,450) - Sligo Rovers (3,225) - Sahter Karagandi (2,941) - Skënderbeu Korçë (2,833) - Birkirkara FC (2,541) - EB/Streymur (2,316) (T) - Cliftonville (2,116) - Vardar (2,050) - Daugava Daugavpils (1,658) - Sirak (1,383) (T) - Sutjeska Nikšić (1,300) - Nõmme Kalju (1,191) - Fola Esch (0,925) |

Párosítások
A 2. selejtezőkör sorsolását 2013. június 24-én tartották, az 1. selejtezőkör sorsolása után. Az első mérkőzéseket július 16-án és 17-én, a második mérkőzéseket július 23-án és 24-én játszották.
| 1. csapat         | Össz.Tooltip Aggregate score | 2. csapat            | 1. mérk. | 2. mérk.   |
| ----------------- | ---------------------------- | -------------------- | -------- | ---------- |
| Neftçi            | 0–1                          | Skënderbeu Korçë     | 0–0      | 0–1 (h.u.) |
| Steaua București  | 5–1                          | Vardar               | 3–0      | 2–1        |
| Viktoria Plzeň    | 6–4                          | Željezničar Sarajevo | 4–3      | 2–1        |
| Sheriff Tiraspol  | 6–1                          | Sutjeska Nikšić      | 1–1      | 5–0        |
| Birkirkara FC     | 0–2                          | NK Maribor           | 0–0      | 0–2        |
| Sligo Rovers      | 0–3                          | Molde FK             | 0–1      | 0–2        |
| Elfsborg          | 11–1                         | Daugava Daugavpils   | 7–1      | 4–0        |
| HJK               | 1–2                          | Nõmme Kalju          | 0–0      | 1–2        |
| Ekranas           | 1–3                          | FH                   | 0–1      | 1–2        |
| The New Saints    | 1–4                          | Legia Warszawa       | 1–3      | 0–1        |
| Cliftonville      | 0–5                          | Celtic               | 0–3      | 0–2        |
| Fola Esch         | 0–6                          | Dinamo Zagreb        | 0–5      | 0–1        |
| Győri ETO         | 1–4                          | Makkabi Tel-Aviv     | 0–2      | 1–2        |
| BATE Bariszav     | 0–2                          | Sahter Karagandi     | 0–1      | 0–1        |
| Sirak             | 1–1 (i.g.)                   | Partizan             | 1–1      | 0–0        |
| Slovan Bratislava | 2–4                          | Ludogorec Razgrad    | 2–1      | 0–3        |
| Dinamo Tbiliszi   | 9–2                          | EB/Streymur          | 6–1      | 3–1        |

1. 1 2  A sorsoláshoz képest a pályaválasztói jogot felcserélték.

### 3. selejtezőkör
A 3. selejtezőkör két ágból állt. A bajnoki ágon 20 csapat, a nem bajnoki ágon 10 csapat vett részt. A párosítások győztesei a rájátszásba jutottak. A bajnoki ág vesztes csapatai az Európa-liga rájátszásába, a nem bajnoki ág vesztes csapatai az Európa-liga rájátszásába kerültek.
- T: A 2. selejtezőkörből továbbjutott csapat, a sorsoláskor nem volt ismert.
- A dőlt betűvel írt csapatok a 2. selejtezőkörben egy magasabb együtthatóval rendelkező csapat ellen győztek, és az ellenfél együtthatóját vették figyelembe.

Bajnoki ág
| Kiemelt csapatok: - FC Basel (59,785) - Sahter Karagandi (39,175) (T) - Celtic (37,538) (T) - Steaua București (35,604) (T) - APÓEL (35,366) - Viktoria Plzeň (28,745) (T) - Dinamo Zagreb (25,916) (T) - Partizan (17,425) (T) - Austria Wien (16,575) - Legia Warszawa (13,650) (T) | Nem kiemelt csapatok: - Sheriff Tiraspol (11,533) (T) - NK Maribor (9,941) (T) - Ludogorec Razgrad (8,341) (T) - Elfsborg (8,125) (T) - Makkabi Tel-Aviv (8,075) (T) - Molde FK (7,835) (T) - Nõmme Kalju (6,701) (T) - FH (6,300) (T) - Skënderbeu Korçë (5,708) (T) - Dinamo Tbiliszi (5,333) (T) |

Nem bajnoki ág
| Kiemelt csapatok: - Olympique Lyonnais (95,800) - Zenyit (70,766) - PSV Eindhoven (64,945) - Metaliszt Harkiv (62,451) - Fenerbahçe (46,400) | Nem kiemelt csapatok: - PAÓK (28,800) - Red Bull Salzburg (28,075) - Nordsjælland (12,640) - Grasshopper (7,285) - Zulte-Waregem (6,880) |

Párosítások
A 3. selejtezőkör sorsolását 2013. július 19-én tartották. Az első mérkőzéseket július 30-án és 31-én, a második mérkőzéseket augusztus 6-án és 7-én játszották.
| 1. csapat          | Össz.Tooltip Aggregate score | 2. csapat        | 1. mérk. | 2. mérk. |
| ------------------ | ---------------------------- | ---------------- | -------- | -------- |
| Bajnoki ág         |                              |                  |          |          |
| FC Basel           | 4–3                          | Makkabi Tel-Aviv | 1–0      | 3–3      |
| Molde FK           | 1–1 (i.g.)                   | Legia Warszawa   | 1–1      | 0–0      |
| Ludogorec Razgrad  | 3–1                          | Partizan         | 2–1      | 1–0      |
| Dinamo Tbiliszi    | 1–3                          | Steaua București | 0–2      | 1–1      |
| APÓEL              | 1–1 (i.g.)                   | NK Maribor       | 1–1      | 0–0      |
| Celtic             | 1–0                          | Elfsborg         | 1–0      | 0–0      |
| Sahter Karagandi   | 5–3                          | Skënderbeu Korçë | 3–0      | 2–3      |
| Austria Wien       | 1–0                          | FH               | 1–0      | 0–0      |
| Nõmme Kalju        | 2–10                         | Viktoria Plzeň   | 0–4      | 2–6      |
| Dinamo Zagreb      | 4–0                          | Sheriff Tiraspol | 1–0      | 3–0      |
| Nem bajnoki ág     |                              |                  |          |          |
| Nordsjælland       | 0–6                          | Zenyit           | 0–1      | 0–5      |
| Red Bull Salzburg  | 2–4                          | Fenerbahçe       | 1–1      | 1–3      |
| PAÓK               | 1–3                          | Metaliszt Harkiv | 0–2      | 1–1      |
| PSV Eindhoven      | 5–0                          | Zulte-Waregem    | 2–0      | 3–0      |
| Olympique Lyonnais | 2–0                          | Grasshopper      | 1–0      | 1–0      |

## Rájátszás
A rájátszás két ágból állt. A bajnoki ágon és a nem bajnoki ágon is egyaránt 10 csapat vett részt. A párosítások győztesei a csoportkörbe jutottak. A vesztes csapatok az Európa-liga csoportkörébe kerültek.
Bajnoki ág
| Kiemelt csapatok: - FC Basel (59,785) - Celtic (37,538) - Steaua București (35,604) - Viktoria Plzeň (28,745) - Dinamo Zagreb (25,916) | Nem kiemelt csapatok: - Austria Wien (16,575) - Legia Warszawa (13,650) - NK Maribor (9,941) - Ludogorec Razgrad (3,450) - Sahter Karagandi (2,941) |

Nem bajnoki ág
| Kiemelt csapatok: - Arsenal (113,592) - Olympique Lyonnais (95,800) - AC Milan (93,829) - Schalke 04 (84,922) - Zenyit (70,766) | Nem kiemelt csapatok: - PSV Eindhoven (64,945) - Metaliszt Harkiv (62,451) - Fenerbahçe (46,400) - Real Sociedad (17,605) - Paços de Ferreira (12,833) |

Párosítások
A rájátszás sorsolását 2013. augusztus 9-én tartották. Az első mérkőzéseket augusztus 20-án és 21-én, a második mérkőzéseket augusztus 27-én és 28-án játszották.
| 1. csapat          | Össz.Tooltip Aggregate score | 2. csapat      | 1. mérk. | 2. mérk. |
| ------------------ | ---------------------------- | -------------- | -------- | -------- |
| Bajnoki ág         |                              |                |          |          |
| Dinamo Zagreb      | 3–4                          | Austria Wien   | 0–2      | 3–2      |
| Ludogorec Razgrad  | 2–6                          | FC Basel       | 2–4      | 0–2      |
| Viktoria Plzeň     | 4–1                          | NK Maribor     | 3–1      | 1–0      |
| Sahter Karagandi   | 2–3                          | Celtic         | 2–0      | 0–3      |
| Steaua București   | 3–3 (i.g.)                   | Legia Warszawa | 1–1      | 2–2      |
| Nem bajnoki ág     |                              |                |          |          |
| Olympique Lyonnais | 0–4                          | Real Sociedad  | 0–2      | 0–2      |
| Schalke 04         | 4–3                          | PAÓK           | 1–1      | 3–2      |
| Paços de Ferreira  | 3–8                          | Zenyit         | 1–4      | 2–4      |
| PSV Eindhoven      | 1–4                          | AC Milan       | 1–1      | 0–3      |
| Fenerbahçe         | 0–5                          | Arsenal        | 0–3      | 0–2      |

1. 1 2  2013. augusztus 14-én az UEFA kizárta az ukrán Metaliszt Harkiv csapatát az európai kupasorozatokból egy 2008-ban lejátszott mérkőzés manipulálása miatt. A döntés értelmében a PAÓK a BL rájátszásába került.[12] A Harkiv a Nemzetközi Sportdöntőbírósághoz (CAS) fordult, amely azonban elutasította az ukrán csapat beadványát.[13]

## Csoportkör
A csoportkörben az alábbi 32 csapat vett részt:
- 22 csapat ebben a körben lépett be
- 10 győztes csapat a UEFA-bajnokok ligája rájátszásából (5 a bajnoki ágról, 5 a nem bajnoki ágról)

A sorsolás előtt a csapatokat négy kalapba sorolták be a 2013-as klub-együtthatóik sorrendjében.
A csoportkör sorsolását 2013. augusztus 29-én tartották Monacóban. Nyolc darab, egyaránt négycsapatos csoportot alakítottak ki. Azonos országból érkező csapatok nem kerülhettek azonos csoportba.
A csoportokban a csapatok körmérkőzéses, oda-visszavágós rendszerben mérkőztek meg egymással. A játéknapok: szeptember 17–18., október 1–2., október 22–23., november 5–6., november 26–27., december 10–11.
A csoportok első két helyezettje az egyenes kieséses szakaszba jutott, a harmadik helyezettek a 2013–2014-es Európa-liga egyenes kieséses szakaszában folytatták, míg az utolsó helyezettek kiestek.
| 1. kalap - Bayern München (146,922) (CV) - FC Barcelona (157,605) - Chelsea (137,592) - Real Madrid (136,605) - Manchester United (130,592) - Arsenal (113,592) - FC Porto (104,833) - Benfica (102,833) 2. kalap - Atlético de Madrid (99,605) - Sahtar Doneck (94,951) - AC Milan (93,829) - Schalke 04 (84,922) - Olympique de Marseille (78,800) - CSZKA Moszkva (77,766) - Paris Saint-Germain (71,800) - Juventus (70,829) | 3. kalap - Zenyit (70,766) - Manchester City (70,592) - Ajax (64,945) - Borussia Dortmund (61,922) - FC Basel (59,785) - Olimbiakósz (57,800) - Galatasaray (54,400) - Bayer Leverkusen (53,922) 4. kalap - FC København (47,140) - SSC Napoli (46,829) - Anderlecht (44,880) - Celtic (37,538) - Steaua București (35,604) - Viktoria Plzeň (28,745) - Real Sociedad (17,605) - Austria Wien (16,575) |

### A csoport
| Hely. | Csapat            | M | Gy | D | V | G+ | G– | Gk | P  | Továbbjutás                                |  | MU  | LEV | SHA | RSO |
| ----- | ----------------- | - | -- | - | - | -- | -- | -- | -- | ------------------------------------------ |  | --- | --- | --- | --- |
| 1.    | Manchester United | 6 | 4  | 2 | 0 | 12 | 3  | +9 | 14 | Továbbjutott az egyenes kieséses szakaszba |  | —   | 4–2 | 1–0 | 1–0 |
| 2.    | Bayer Leverkusen  | 6 | 3  | 1 | 2 | 9  | 10 | −1 | 10 | Továbbjutott az egyenes kieséses szakaszba |  | 0–5 | —   | 4–0 | 2–1 |
| 3.    | Sahtar Doneck     | 6 | 2  | 2 | 2 | 7  | 6  | +1 | 8  | Átkerült az Európa-ligába                  |  | 1–1 | 0–0 | —   | 4–0 |
| 4.    | Real Sociedad     | 6 | 0  | 1 | 5 | 1  | 10 | −9 | 1  |                                            |  | 0–0 | 0–1 | 0–2 | —   |

### B csoport
| Hely. | Csapat       | M | Gy | D | V | G+ | G– | Gk  | P  | Továbbjutás                                |  | RM  | GAL | JUV | FCK |
| ----- | ------------ | - | -- | - | - | -- | -- | --- | -- | ------------------------------------------ |  | --- | --- | --- | --- |
| 1.    | Real Madrid  | 6 | 5  | 1 | 0 | 20 | 5  | +15 | 16 | Továbbjutott az egyenes kieséses szakaszba |  | —   | 4–1 | 2–1 | 4–0 |
| 2.    | Galatasaray  | 6 | 2  | 1 | 3 | 8  | 14 | −6  | 7  | Továbbjutott az egyenes kieséses szakaszba |  | 1–6 | —   | 1–0 | 3–1 |
| 3.    | Juventus     | 6 | 1  | 3 | 2 | 9  | 9  | 0   | 6  | Átkerült az Európa-ligába                  |  | 2–2 | 2–2 | —   | 3–1 |
| 4.    | FC København | 6 | 1  | 1 | 4 | 4  | 13 | −9  | 4  |                                            |  | 0–2 | 1–0 | 1–1 | —   |

### C csoport
| Hely. | Csapat              | M | Gy | D | V | G+ | G– | Gk  | P  | Továbbjutás                                |  | PSG | OLY | BEN | AND |
| ----- | ------------------- | - | -- | - | - | -- | -- | --- | -- | ------------------------------------------ |  | --- | --- | --- | --- |
| 1.    | Paris Saint-Germain | 6 | 4  | 1 | 1 | 16 | 5  | +11 | 13 | Továbbjutott az egyenes kieséses szakaszba |  | —   | 2–1 | 3–0 | 1–1 |
| 2.    | Olimbiakósz         | 6 | 3  | 1 | 2 | 10 | 8  | +2  | 10 | Továbbjutott az egyenes kieséses szakaszba |  | 1–4 | —   | 1–0 | 3–1 |
| 3.    | Benfica             | 6 | 3  | 1 | 2 | 8  | 8  | 0   | 10 | Átkerült az Európa-ligába                  |  | 2–1 | 1–1 | —   | 2–0 |
| 4.    | Anderlecht          | 6 | 0  | 1 | 5 | 4  | 17 | −13 | 1  |                                            |  | 0–5 | 0–3 | 2–3 | —   |

1. 1 2  Egymás elleni eredmény: Benfica 1–1 Olimbiakósz, Olimbiakósz 1–0 Benfica.

### D csoport
| Hely. | Csapat          | M | Gy | D | V | G+ | G– | Gk  | P  | Továbbjutás                                |  | BAY | MC  | PLZ | CSK |
| ----- | --------------- | - | -- | - | - | -- | -- | --- | -- | ------------------------------------------ |  | --- | --- | --- | --- |
| 1.    | Bayern München  | 6 | 5  | 0 | 1 | 17 | 5  | +12 | 15 | Továbbjutott az egyenes kieséses szakaszba |  | —   | 2–3 | 5–0 | 3–0 |
| 2.    | Manchester City | 6 | 5  | 0 | 1 | 18 | 10 | +8  | 15 | Továbbjutott az egyenes kieséses szakaszba |  | 1–3 | —   | 4–2 | 5–2 |
| 3.    | Viktoria Plzeň  | 6 | 1  | 0 | 5 | 6  | 17 | −11 | 3  | Átkerült az Európa-ligába                  |  | 0–1 | 0–3 | —   | 2–1 |
| 4.    | CSZKA Moszkva   | 6 | 1  | 0 | 5 | 8  | 17 | −9  | 3  |                                            |  | 1–3 | 1–2 | 3–2 | —   |

1. 1 2  Egymás elleni eredmény: Manchester City 1–3 Bayern München, Bayern München 2–3 Manchester City.

### E csoport
| Hely. | Csapat           | M | Gy | D | V | G+ | G– | Gk | P  | Továbbjutás                                |  | CHE | SCH | BAS | STE |
| ----- | ---------------- | - | -- | - | - | -- | -- | -- | -- | ------------------------------------------ |  | --- | --- | --- | --- |
| 1.    | Chelsea          | 6 | 4  | 0 | 2 | 12 | 3  | +9 | 12 | Továbbjutott az egyenes kieséses szakaszba |  | —   | 3–0 | 1–2 | 1–0 |
| 2.    | Schalke 04       | 6 | 3  | 1 | 2 | 6  | 6  | 0  | 10 | Továbbjutott az egyenes kieséses szakaszba |  | 0–3 | —   | 2–0 | 3–0 |
| 3.    | FC Basel         | 6 | 2  | 2 | 2 | 5  | 6  | −1 | 8  | Átkerült az Európa-ligába                  |  | 1–0 | 0–1 | —   | 1–1 |
| 4.    | Steaua București | 6 | 0  | 3 | 3 | 2  | 10 | −8 | 3  |                                            |  | 0–4 | 0–0 | 1–1 | —   |

### F csoport
| Hely. | Csapat                 | M | Gy | D | V | G+ | G– | Gk | P  | Továbbjutás                                |  | DOR | ARS | NAP | MAR |
| ----- | ---------------------- | - | -- | - | - | -- | -- | -- | -- | ------------------------------------------ |  | --- | --- | --- | --- |
| 1.    | Borussia Dortmund      | 6 | 4  | 0 | 2 | 11 | 6  | +5 | 12 | Továbbjutott az egyenes kieséses szakaszba |  | —   | 0–1 | 3–1 | 3–0 |
| 2.    | Arsenal                | 6 | 4  | 0 | 2 | 8  | 5  | +3 | 12 | Továbbjutott az egyenes kieséses szakaszba |  | 1–2 | —   | 2–0 | 2–0 |
| 3.    | SSC Napoli             | 6 | 4  | 0 | 2 | 10 | 9  | +1 | 12 | Átkerült az Európa-ligába                  |  | 2–1 | 2–0 | —   | 3–2 |
| 4.    | Olympique de Marseille | 6 | 0  | 0 | 6 | 5  | 14 | −9 | 0  |                                            |  | 1–2 | 1–2 | 1–2 | —   |

1. 1 2 3  Egymás elleni eredmények: Borussia Dortmund 6 pont, +1 gólkülönbség; Arsenal 6 pont, 0 gólkülönbség; SSC Napoli 6 pont, –1 gólkülönbség

### G csoport
| Hely. | Csapat             | M | Gy | D | V | G+ | G– | Gk  | P  | Továbbjutás                                |  | ATL | ZEN | POR | AUS |
| ----- | ------------------ | - | -- | - | - | -- | -- | --- | -- | ------------------------------------------ |  | --- | --- | --- | --- |
| 1.    | Atlético de Madrid | 6 | 5  | 1 | 0 | 15 | 3  | +12 | 16 | Továbbjutott az egyenes kieséses szakaszba |  | —   | 3–1 | 2–0 | 4–0 |
| 2.    | Zenyit             | 6 | 1  | 3 | 2 | 5  | 9  | −4  | 6  | Továbbjutott az egyenes kieséses szakaszba |  | 1–1 | —   | 1–1 | 0–0 |
| 3.    | FC Porto           | 6 | 1  | 2 | 3 | 4  | 7  | −3  | 5  | Átkerült az Európa-ligába                  |  | 1–2 | 0–1 | —   | 1–1 |
| 4.    | Austria Wien       | 6 | 1  | 2 | 3 | 5  | 10 | −5  | 5  |                                            |  | 0–3 | 4–1 | 0–1 | —   |

1. 1 2  Egymás elleni eredmény: Austria Wien 0–1 FC Porto, FC Porto 1–1 Austria Wien.

### H csoport
| Hely. | Csapat       | M | Gy | D | V | G+ | G– | Gk  | P  | Továbbjutás                                |  | BAR | MIL | AJA | CEL |
| ----- | ------------ | - | -- | - | - | -- | -- | --- | -- | ------------------------------------------ |  | --- | --- | --- | --- |
| 1.    | FC Barcelona | 6 | 4  | 1 | 1 | 16 | 5  | +11 | 13 | Továbbjutott az egyenes kieséses szakaszba |  | —   | 3–1 | 4–0 | 6–1 |
| 2.    | AC Milan     | 6 | 2  | 3 | 1 | 8  | 5  | +3  | 9  | Továbbjutott az egyenes kieséses szakaszba |  | 1–1 | —   | 0–0 | 2–0 |
| 3.    | Ajax         | 6 | 2  | 2 | 2 | 5  | 8  | −3  | 8  | Átkerült az Európa-ligába                  |  | 2–1 | 1–1 | —   | 1–0 |
| 4.    | Celtic       | 6 | 1  | 0 | 5 | 3  | 14 | −11 | 3  |                                            |  | 0–1 | 0–3 | 2–1 | —   |

## Egyenes kieséses szakasz
Az egyenes kieséses szakaszban az a 16 csapat vett részt, amelyek a csoportkör során a saját csoportjuk első két helyének valamelyikén végeztek. A nyolcaddöntők sorsolásakor minden párosításnál egy csoportgyőztest (kiemeltek) egy másik csoport második helyezettjével (nem kiemeltek) párosítottak. A nyolcaddöntőben azonos nemzetű együttesek, illetve az azonos csoportból továbbjutó csapatok nem szerepelhettek egymás ellen. A negyeddöntőktől kezdődően nem volt kiemelés és más korlátozás sem.

### Nyolcaddöntők
A nyolcaddöntők sorsolását 2013. december 16-án tartották. Az első mérkőzéseket 2014. február 18. és 26. között, a második mérkőzéseket március 11. és 19. között játszották.
| 1. csapat        | Össz.Tooltip Aggregate score | 2. csapat           | 1. mérk. | 2. mérk. |
| ---------------- | ---------------------------- | ------------------- | -------- | -------- |
| Manchester City  | 1–4                          | FC Barcelona        | 0–2      | 1–2      |
| Olimbiakósz      | 2–3                          | Manchester United   | 2–0      | 0–3      |
| AC Milan         | 1–5                          | Atlético de Madrid  | 0–1      | 1–4      |
| Bayer Leverkusen | 1–6                          | Paris Saint-Germain | 0–4      | 1–2      |
| Galatasaray      | 1–3                          | Chelsea             | 1–1      | 0–2      |
| Schalke 04       | 2–9                          | Real Madrid         | 1–6      | 1–3      |
| Zenyit           | 4–5                          | Borussia Dortmund   | 2–4      | 2–1      |
| Arsenal          | 1–3                          | Bayern München      | 0–2      | 1–1      |

### Negyeddöntők
A negyeddöntők sorsolását 2014. március 21-én tartották. Az első mérkőzéseket 2014. április 1-jén és 2-án, a második mérkőzéseket április 8-án és 9-én játszották.
| 1. csapat           | Össz.Tooltip Aggregate score | 2. csapat          | 1. mérk. | 2. mérk. |
| ------------------- | ---------------------------- | ------------------ | -------- | -------- |
| FC Barcelona        | 1–2                          | Atlético de Madrid | 1–1      | 0–1      |
| Real Madrid         | 3–2                          | Borussia Dortmund  | 3–0      | 0–2      |
| Paris Saint-Germain | 3–3 (i.g.)                   | Chelsea            | 3–1      | 0–2      |
| Manchester United   | 2–4                          | Bayern München     | 1–1      | 1–3      |

### Elődöntők
Az elődöntők sorsolását 2014. április 11-én tartották. Az első mérkőzéseket 2014. április 22-én és 23-án, a második mérkőzéseket április 29-én és 30-án játszották.
| 1. csapat          | Össz.Tooltip Aggregate score | 2. csapat      | 1. mérk. | 2. mérk. |
| ------------------ | ---------------------------- | -------------- | -------- | -------- |
| Real Madrid        | 5–0                          | Bayern München | 1–0      | 4–0      |
| Atlético de Madrid | 3–1                          | Chelsea        | 0–0      | 3–1      |

### Döntő
A döntőt Lisszabonban az Estádio da Luzban játszották. A döntő pályaválasztójának sorsolását április 11-én tartották, az elődöntők sorsolását követően.
| 2014. május 24. 19:45 (20:45 CEST) |

| Real Madrid                                                | 4–1 (h. u.)                 | Atlético de Madrid |
| ---------------------------------------------------------- | --------------------------- | ------------------ |
| Ramos 90+3' Bale 110' Marcelo 118' Ronaldo 120' (11-esből) | (0–1, 1–1, 1–1) Jegyzőkönyv | Godín 36'          |

| Estádio da Luz, Lisszabon Nézőszám: 60 976 Játékvezető: Björn Kuipers (holland) |

| A 2013–2014-es UEFA-bajnokok ligája győztese |
| -------------------------------------------- |
| Real Madrid 10. cím                          |

## Érdekességek, statisztikák
- Egyetlen abszolút újonc került a csoportkörbe, ez pedig az osztrák FK Austria Wien.[19]
- Cristiano Ronaldo 17 gólt szerzett a 2013–2014-es UEFA-bajnokok ligájában és így megdöntötte Lionel Messi 14 gólos rekordját (egy idényen belül lőtt gólok száma a BL-ben), amit a 2011–12-es UEFA-bajnokok ligájában állított fel.[20]